# QS рейтинг університетів світу
Рейтинг найкращих університетів світу (QS World University Rankings)

## Загальний опис
QS World University Rankings — це портфоліо порівняльних рейтингів коледжів і університетів, складених Quacquarelli Symonds, аналітичною компанією вищої освіти. Його перше і найраніше видання було опубліковано у співпраці з журналом Times Higher Education (THE) під назвою Times Higher Education–QS World University Rankings, засноване в 2004 році, щоб забезпечити незалежне джерело порівняльних даних про успішність університетів. У 2009 році дві організації розійшлися щодо створення незалежних рейтингів університетів, QS World University Rankings і THE World University Rankings.
З тих пір портфоліо рейтингів QS було розширено і включає рейтинги світових університетів QS, рейтинги світових університетів QS за предметами, чотири регіональні рейтингові таблиці (включаючи Азію, Латинську Америку та Карибський басейн, Європу та арабський регіон), кілька рейтингів MBA, і рейтинг QS Best Student Cities. У 2022 році QS запустив QS World University Rankings: Sustainability, а в 2023 році він запустив QS World University Rankings: Europe. Рейтинг призначений для відображення та формулювання успішності університету на наступний навчальний рік. Тому їх зазвичай називають за роком, наступним за роком їх виробництва. Цей рейтинг вважається одним із найбільш читаних рейтингів університетів у світі разом із Академічним рейтингом університетів світу та Рейтингом світових університетів Times Higher Education. За даними Alexa Internet, це найпопулярніший рейтинг університетів у всьому світі.
Рейтинг критикували за надмірну залежність від суб'єктивних показників і репутаційних опитувань, які, як правило, коливаються з часом і формують зворотний зв'язок.Також існує занепокоєння щодо глобальної узгодженості та цілісності даних, які використовуються для створення рейтингу QS. Розробкою та створенням рейтингу керує старший віце-президент QS Бен Саутер, який у 2016 році посів 40-е місце в рейтингу Wonkhe Higher Education Power List, списку 50 найвпливовіших осіб у сфері британської вищої освіти.

### Топ-10 університетів Світу за 2013-2021 роки
| Інститут                               | 2013 | 2014 | 2015 | 2016 | 2017 | 2018 | 2019 | 2020 | 2021 |
| -------------------------------------- | ---- | ---- | ---- | ---- | ---- | ---- | ---- | ---- | ---- |
| Массачусетський технологічний інститут | 1    | 1    | 1    | 1    | 1    | 1    | 1    | 1    | 1    |
| Стенфордський університет              | 15   | 7    | 7    | 3    | 2    | 2    | 2    | 2    | 2    |
| Гарвардський університет               | 3    | 2    | 4    | 2    | 3    | 3    | 3    | 3    | 3    |
| Каліфорнійський технологічний інститут | 10   | 10   | 8    | 5    | 5    | 4    | 4    | 5    | 4    |
| Оксфордський університет               | 5    | 6    | 5    | 6    | 6    | 6    | 5    | 4    | 5    |
| Федеральна вища технічна школа Цюриха  | 13   | 12   | 12   | 9    | 8    | 10   | 7    | 6    | 6    |
| Кембриджський університет              | 2    | 3    | 2    | 3    | 4    | 5    | 6    | 7    | 7    |
| Імперський коледж Лондона              | 6    | 5    | 2    | 8    | 9    | 8    | 8    | 9    | 8    |
| Чиказький університет                  | 8    | 9    | 11   | 10   | 10   | 9    | 9    | 10   | 9    |
| Університетський коледж Лондона        | 4    | 4    | 5    | 7    | 7    | 7    | 10   | 8    | 10   |

### Топ-25 університетів світу у 2018-2025 роках
| Institution                            | 2025 | 2024 | 2023 | 2022 | 2021 | 2020 | 2019 | 2018 |
| -------------------------------------- | ---- | ---- | ---- | ---- | ---- | ---- | ---- | ---- |
| Массачусетський технологічний інститут | 1    | 1    | 1    | 1    | 1    | 1    | 1    | 1    |
| Імперський коледж Лондона              | 2    | 6    | 6    | 7    | 8    | 9    | 8    | 8    |
| Оксфордський університет               | 3    | 3    | 4    | 2    | 5    | 4    | 5    | 6    |
| Гарвардський університет               | 4    | 4    | 5    | 5    | 3    | 3    | 3    | 3    |
| Кембриджський університет              | 5    | 2    | 2    | 3    | 7    | 7    | 6    | 5    |
| Стенфордський університет              | 6    | 5    | 3    | 3    | 2    | 2    | 2    | 2    |
| ETH Zurich                             | 7    | 7    | 9    | 8    | 6    | 6    | 7    | 10   |
| Національний університет Сінгапуру     | 8    | 8    | 11   | 11   | 11   | 11   | 11   | 15   |
| University College London              | 9    | 9    | 8    | 8    | 10   | 8    | 10   | 7    |
| California Institute of Technology     | 10   | 15   | 6    | 6    | 4    | 5    | 4    | 4    |
| University of Pennsylvania             | 11   | 12   | 13   | 13   | 16   | 15   | 19   | 19   |
| University of California, Berkeley     | 12   | 10   | 27   | 32   | 30   | 28   | 27   | 27   |
| Університет Мельбурна                  | 13   | 14   | 33   | 37   | 41   | 38   | 39   | 41   |
| Peking University                      | 14   | 17   | 12   | 18   | 23   | 22   | 30   | 38   |
| Nanyang Technological University       | 15   | 26   | 19   | 12   | 13   | 11   | 12   | 11   |
| Cornell University                     | 16   | 13   | 20   | 21   | 18   | 14   | 14   | 14   |
| University of Hong Kong                | 17   | 27   | 21   | 22   | 22   | 26   | 25   | 26   |
| University of Sydney                   | 18   | 20   | 41   | 38   | 40   | 42   | 42   | 50   |
| University of New South Wales          | 19   | 19   | 45   | 43   | 44   | 43   | 45   | 45   |
| Університет Цінхуа                     | 20   | 25   | 14   | 17   | 15   | 16   | 17   | 25   |
| University of Chicago                  | 21   | 11   | 10   | 10   | 9    | 10   | 9    | 9    |
| Princeton University                   | 22   | 18   | 17   | 20   | 12   | 13   | 13   | 13   |
| Yale University                        | 23   | 16   | 18   | 15   | 17   | 17   | 15   | 16   |
| Université PSL                         | 24   | 24   | 26   | 44   | 52   | 53   | 50   |      |
| University of Toronto                  | 25   | 21   | 35   | 26   | 26   | 30   | 28   | 31   |

### Українські університети
Одинадцять українських вишів потрапили до рейтингу найкращих університетів світу QS World University Rankings 2022:
:
- Харківський національний університет імені В. Н. Каразіна (541—550 позиція).
- Національний технічний університет «Харківський політехнічний інститут» (651—700);
- Київський національний університет імені Тараса Шевченка (651—700);
- Національний технічний університет України «Київський політехнічний інститут імені Ігоря Сікорського» (701—750);
- Національний університет «Львівська політехніка» (801—1000);
- Сумський державний університет (801—1000);
- Львівський національний університет імені Івана Франка (1001—1200);
- Харківський національний університет радіоелектроніки (1001—1200);
- Національний університет «Києво-Могилянська академія» (1001—1200);
- Одеський національний університет імені І. І. Мечникова (1001—1200);
- Національний університет біоресурсів і природокористування України (1201—1400).